# Djupt i havet
Djupt i havet (på video Sjöjungfrur) (engelska: Merbabies) är en amerikansk animerad kortfilm från 1938. Filmen ingår i Silly Symphonies-serien.

## Handling
I havet bor ett gäng rödhåriga vattenbebisar som anordnar en cirkus tillsammans med en rad olika havsdjur.

## Om filmen
Filmen hade svensk premiär den 3 april 1939 på biografen Regina i Stockholm och ingick i kortfilmsprogrammet Tre små grisar på vift, tillsammans med tre kortfilmer till; Pluto i eld och lågor, Den tappre lille skräddaren och Tre små grisar på vift.
Filmen är en uppföljare till filmen Waterbabies från 1935, samt ett samarbete mellan Disney och animatörduon Hugh Harman och Rudolf Ising som båda animerade några av Disney's första filmer från 1920-talet. Eftersom produktionen av Snövit och de sju dvärgarna krävde fler och fler animatörer använde Disney äldre kollegor för denna film.

## Rollista (i urval)
- Pinto Colvig – sniglar
- George Magrill – sniglar
- Marcellite Garner – barn
- Beatrice Hagen – barn
- Jayne Shadduck – barn[4]